# Julian Hunt, Baron Hunt of Chesterton

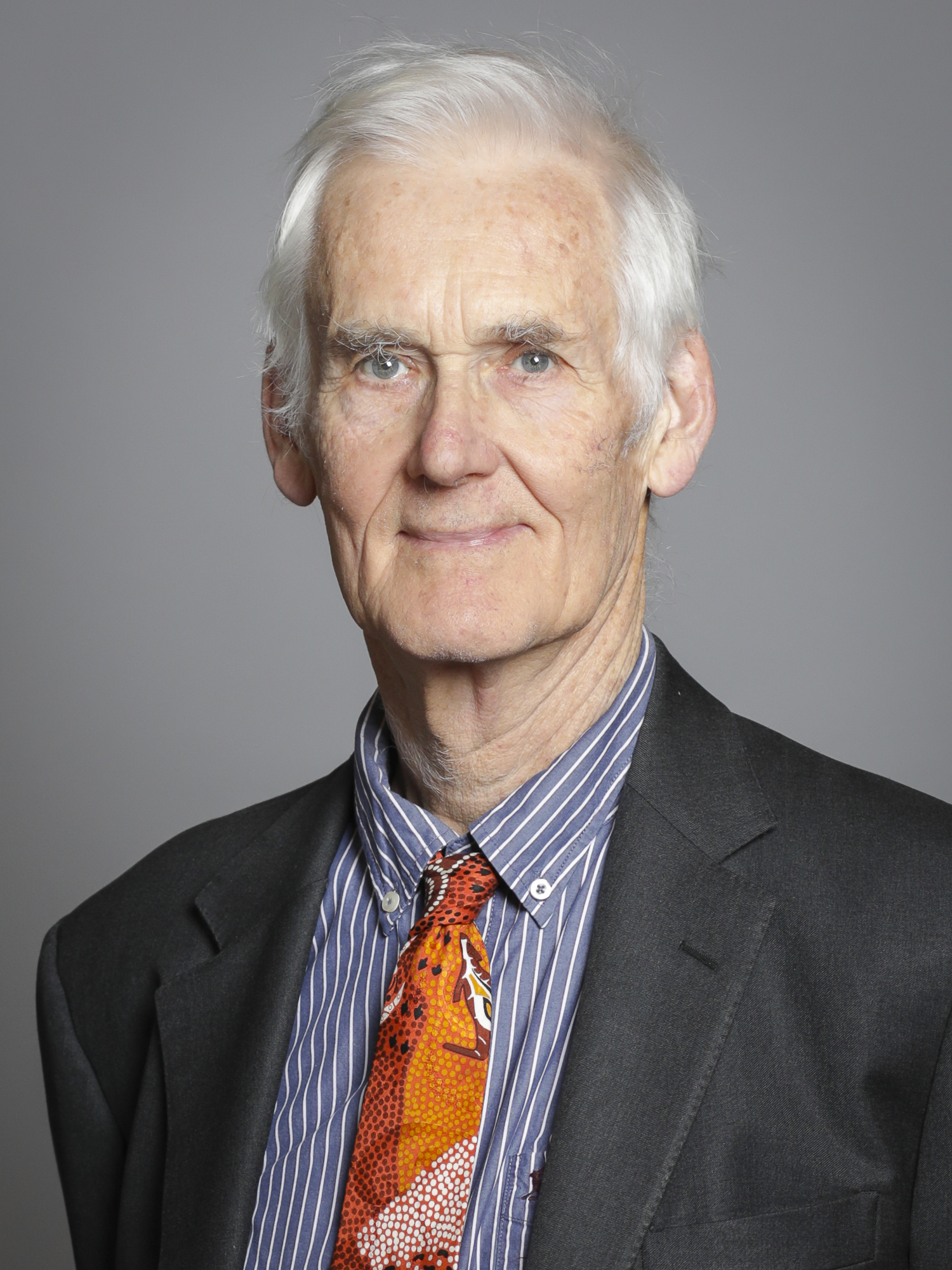
Julian Hunt, Baron Hunt of Chesterton

Julian Charles Roland Hunt, Baron Hunt of Chesterton FRS (* 5. September 1941) ist ein britischer Meteorologe. Er war Generaldirektor des Met Office.

## Leben
Hunt studierte am Trinity College in Cambridge und schloss 1963 mit dem bestmöglichen Prädikat first class honours ab. 1967 promovierte er in Cambridge zum Thema „Aspects of Magnetohydrodynamics“. Nach Stationen als Lecturer an der University of Cape Town, Südafrika, und Forschungsassistent an der Cornell University, USA, ging er 1970 an die University of Cambridge in England, wo er schließlich 1990 Professor für Strömungsmechanik wurde.
Beginnend 1989 war Hunt an einem Projekt, das die Ausbreitung von Stoffen in der Atmosphäre untersuchte und in Kooperation mit dem Met Office und dem britischen Energieunternehmen National Power durchgeführt wurde. Von 1992 bis 1997 war Hunt Generaldirektor des Met Office. Anschließend widmete er sich wieder der akademischen Laufbahn: am auf Strömungsmechanik spezialisierten Forschungsinstitut Institut de mécanique des fluides de Toulouse, Frankreich, an der Arizona State University und in Stanford, USA. Im Jahr 1999 zog es ihn wieder zurück nach England, wo er Professor für Klimamodellierung am University College London wurde. Zusammen mit Kollegen aus Cambridge gründete er die Firma Cambridge Environmental Research Consultants zur Entwicklung von Umweltsoftware und Ausbreitungsmodellen, deren Vorstand er ab 2001 war. Hunt ist emeritiert.
1989 wurde Hunt Mitglied der Royal Society. 2001 zeichnete ihn die European Geosciences Union für seine grundlegenden Beiträge zum Verständnis turbulenter und geschichteter Strömungen sowie zur Ausbreitungsmodellierung und deren Anwendung mit der Lewis Fry Richardson Medal aus. Seit 2009 ist er Mitglied der Academia Europaea. Er ist Ehrenprofessor der University of Cambridge und Ehrendoktor der University of East Anglia, der University of Bath und der University of Salford.
Am 5. Mai 2000 wurde er als Baron Hunt of Chesterton zum Life Peer erhoben. Er ist Vater des Historikers und Abgeordneten Tristram Hunt und der Journalistin Jemima Hunt.

## Met Office
Hunt wurde am 1. Januar 1992 als Nachfolger von John Houghton Generaldirektor des  Met Office. und wurde auch in den Zentralausschuss der World Meteorological Organization gewählt.
Er war beteiligt an den Verhandlungen über internationale Datenaustausch-Übereinkommen, die die Zusammenarbeit der nationalen meteorologischen Dienste sicherstellen sollten. Er arbeitete an der Verbesserung internationaler Warnungen vor Katastrophen, von tropischen Zyklonen bis zu Vulkaneruptionen. Er trieb aktiv die Zusammenarbeit in Europa voran und wurde zum Vorsitzenden der westeuropäischen Direktoren gewählt. Eine seiner Hauptaufgaben war die Neustrukturierung des Met Offices, nachdem es zu einem Trading Fund geworden und verpflichtet war, nach unternehmerischen Grundsätzen zu arbeiten. 1997 verließ er das Met Office, sein Nachfolger wurde Peter Ewins.
Hunt warnte anlässlich der Überschwemmungskatastrophe in Pakistan 2010, dass Starkregenereignisse, ausgelöst durch den asiatischen Monsun, häufiger und Indien und Pakistan zunehmend von katastrophalen Fluten heimgesucht werden können, angetrieben durch die globale Erwärmung und potentiell durch Änderungen der El Niño-Southern Oscillation.